# Restart (banda)
Restart fue una banda brasileña integrada por Pedro Gabriel Lanza Reis (también conocido como "Pe Lanza", vocalista y bajista), Pedro Lucas Conva Munhoz ("PeLu", guitarrista y voz de apoyo), Lucas Enrique Kobayashi De Oliveira (guitarrista) y Thomas Alexander Machado D'Ávila (baterista). La banda Restart fue formada en São Paulo, el 5 de agosto de 2008, que rápidamente alcanzó gran popularidad y comenzó a tener gran difusión por todo Brasil.

## Trayectoria
Restart, que era el mayor ganador de premios VMB 2010. Pero cuando ganaron el primer premio, del Artista del Año, la banda recibió muchos abucheos, que en pocas horas se convirtió en el tema más citado en Twitter. Muchos artistas y el público en general comenzaron a devaluar después de un evento, porque artistas como Otto, Capital Inicial, Skank, Arnaldo Antunes, Mombojó y Marcelo D2, entre otros, no habían sido reconocidos por su trabajo.
Se convirtió en unos de los grupos más conocidos del país, ya que fueron unos de los primeros en usar de ropas de colores. Su primer álbum fue lanzado en noviembre de 2009, titulado Restart. Tiene tres simples - "Recomeçar", "Levo Comigo" y "Pra Você Lembrar".
La tendencia de moda colorida reemplazó la llamada subcultura Emo en Brasil — que son en realidad los scene kids que tanto en Brasil como en gran parte de Latinoamérica son llamados emos, incluso si no son fanes de la música así llamada, un subgénero del Hardcore punk y del Indie rock que sólo tiene pocos seguidores en las grandes ciudades como Curitiba y São Paulo, lo siendo muy desconocido entre la  mayoría de los rockeiros, o roqueros brasileños, mismo entre las escenas punks locales, que tienen rivalidad y antipatía por los emos/scene kids y después, con mayor intensidad, por los coloridos. Muchos coloridos presentan afinidad con otros artistas pop como Justin Bieber. Así como los anti-emos brasileños tienen generalmente una particular aversión a la banda (a pesar de ser una banda independiente, Restart es muy criticada por su distancia hacia la ideología notable de Hágalo usted mismo, o como és llamado en Brasil, Do-It-Yourself, y por autorotularse como creadores de un estilo único e innovador del rock — supuesto happy rock o rock alegre — aunque no cultiven este género musical).
Dinho Ouro Preto, de Capital Inicial, es un famoso músico brasileño que formuló críticas severas a la banda Restart. Felipe Neto, un famoso bloguero brasileño, también fue crítico de la banda Restart y los coloridos.
En 2011, el grupo lanza "Geraçao Z". Al año siguiente, publican una versión en español del álbum ("Generación Z").
El 17 de marzo de 2015, tras casi siete años de carrera, el grupo anuncia su disolución.